# André Beem
André Beem (1937 - 7 juillet 2006) est un romancier, philosophe et poète belge.

## Éléments bibliographiques
- André Beem, Les ténèbres, Bruxelles, Jacques Antoine (éditeur), 1985, 103 p. (ISBN 978-2-87132-008-1 et 287132008X), réédité aux Eperonniers
- Snul, éd. Les Eperonniers
- Quatre positions du dormeur, Maelström éditions
- André Beem, Portez cela plus loin, Avin/Hannut, L. Wilquin, coll. « Hypatie », 1996, 111 p. (ISBN 978-2-88253-064-6 et 2882530641)
- La traversée d’ici, poésie.
- L'histoire sans manuel, éd. Jacques Antoine.